# 川邊沖站
川邊沖站（日语：／ Kawabeoki eki */?）是位於福島縣石川郡玉川村大字川邊，屬於東日本旅客鐵道（JR東日本）的水郡線車站。

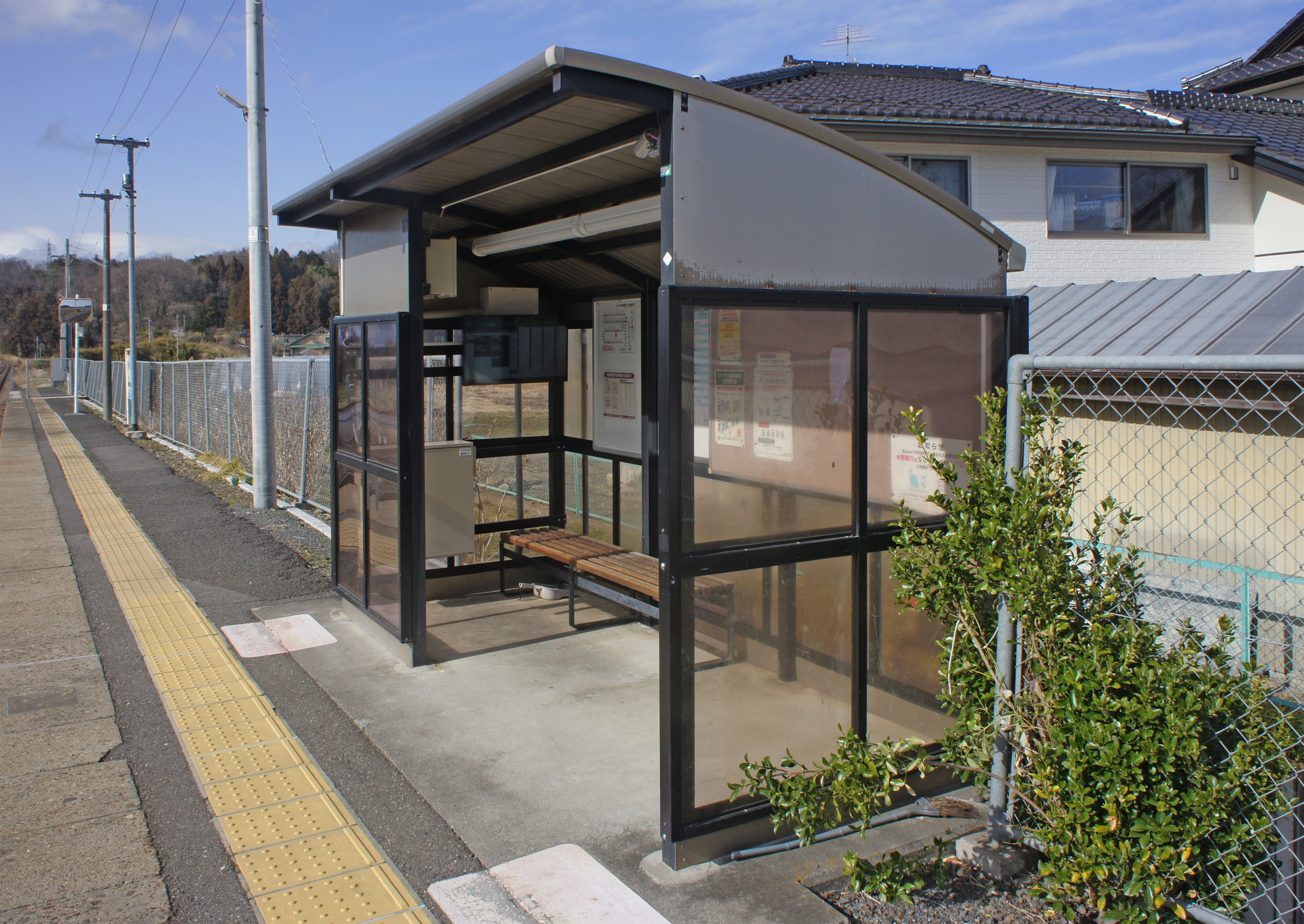
候車室(2022年3月)

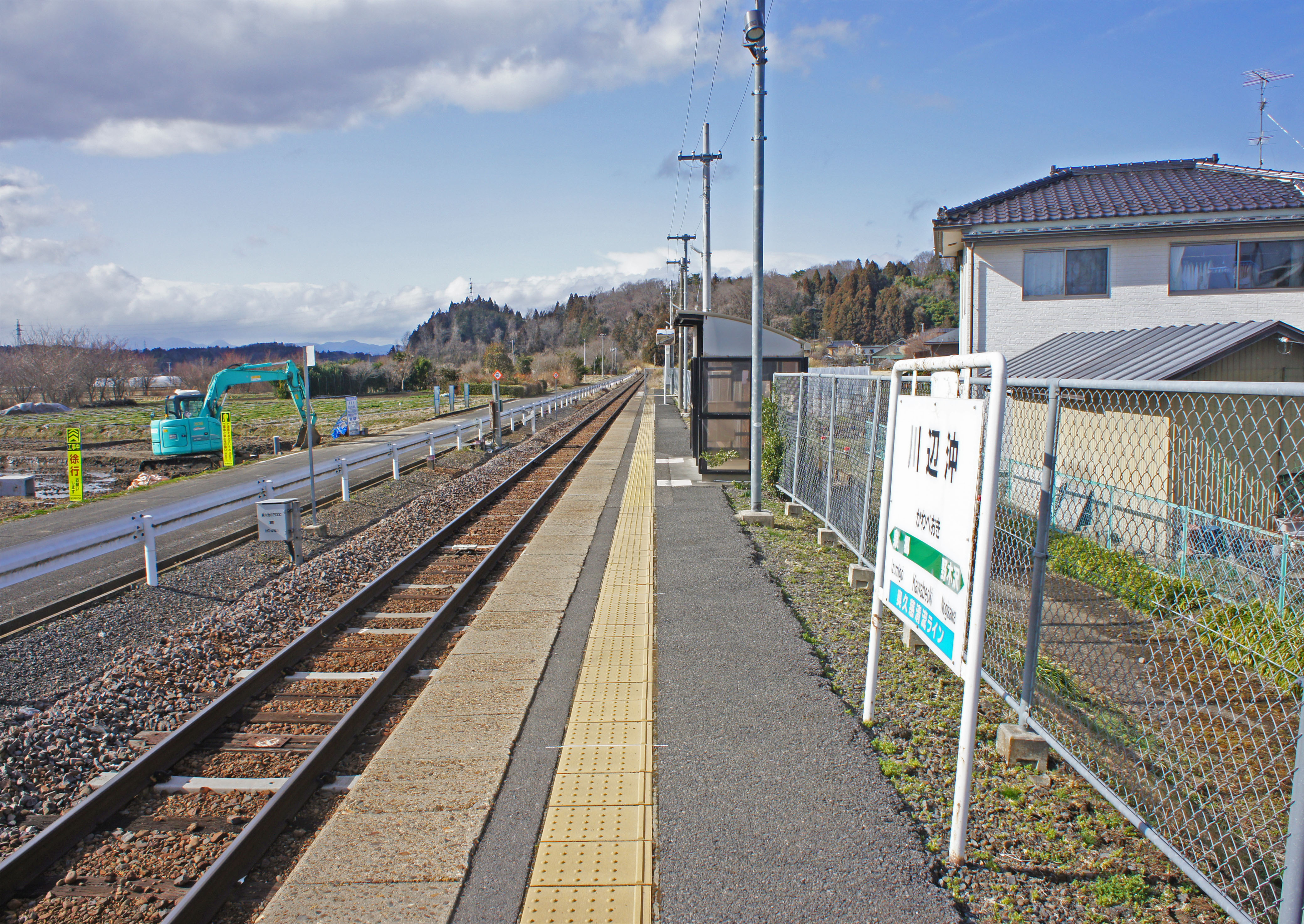
月台(2022年3月)

## 歷史
- 1959年（昭和34年）6月1日：車站啟用。
- 1987年（昭和62年）4月1日：伴隨國鐵分割民營化，車站由東日本旅客鐵道（JR東日本）營運[1]。

## 車站構造
此站是地面車站，設有1面1線的單式月台，月台上設有候車處。此站是由常陸大子站管理的無人車站。

## 使用狀況
在2004年度的1日平起乘車人次為47人。
| 乘車人員變化 | 乘車人員變化 |
| 年度         | 1日平均人次  |
| ------------ | ------------ |
| 2000         | 58           |
| 2001         | 60           |
| 2002         | 60           |
| 2003         | 63           |
| 2004         | 47           |

## 車站周邊
- 川邊八幡神社
- 阿武隈川
- 國道118號（日语：国道118号）
- 福島縣道284號曲木中野目線（日语：福島県道284号曲木中野目線）
- 阿武隈高原道路（日语：あぶくま高原道路） 玉川交匯處（日语：玉川インターチェンジ (福島県)）

## 巴士路線
最近的巴士站是川邊東口。設有以下路線駛入，由福島交通運行。
- 前往須賀川站前，前往石川站前

## 相鄰車站
東日本旅客鐵道（JR東日本）
■水郡線
野木澤－川邊沖－泉鄉

## 注腳
1. ↑  『交通年鑑 昭和63年版』 交通協力會，1988年3月。
2. ↑  第120回福島県統計年鑑 （页面存档备份，存于）（日語）

## 外部連結
- 車站資訊（川邊沖）：東日本旅客鐵道（日語）